# Orde van de Ster van de Neushoornvogel

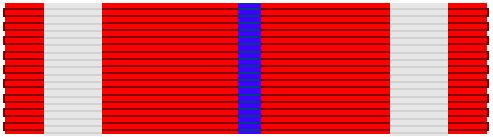
Ridder-Grootcommandeur (Lint 1973)

De Meest Eervolle Orde van de Ster van de Neushoornvogel, in het Maleis "Panglima Kenyalang" en in het Engels "Most Honourable Order of the Star of Hornbill" geheten, werd in 1973 door de Commissaris des Konings van het territorium Sarawak gesticht.
De Kenyalang of Neushoornvogel is het nationaal symbool van Sarawak.

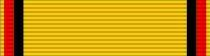
Ridder-Grootcommandeur (Lint 1988)

- De Ridder-Grootcommandeur in de Meest Eervolle Orde van de Ster van de Neushoornvogel, Datuk Patinggi Bintang Kenyalang, of "Knight Grand Commander in the Most Honourable Order of the Star of Hornbill". De Ridders-Grootcommandeurs dragen het kleinood van de orde aan een breed lint over de rechterschouder op de linkerheup. Het uit 1973 stammende rode lint met twee witte en een blauwe streep werd in 1988 vervangen door een geel lint met een zwarte en een rode streep. De drager mag de letters "DA" achter zijn of haar naam plaatsen en is als "Datuk" in de Maleisische adel opgenomen.

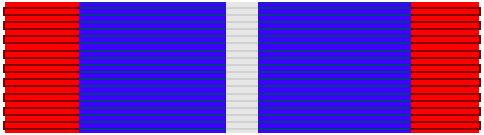
Grootcommandeur (Lint 1973)

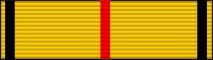
Grootcommandeur (Lint 1988)

- De Grootcommandeur of "Datuk Amar Bintang Kenyalang". De Grootcommandeurs dragen het kleinood van de orde aan en breed lint over de rechterschouder op de linkerheup. Het uit 1973 stammende blauwe lint met rode bies en witte streep werd in 1988 vervangen door een geel lint met een zwarte en een rode streep. De drager mag de letters "DA" achter zijn of haar naam plaatsen en is als "Datuk" in de Maleisische adel opgenomen.

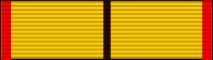
Ridder-Commandeur (Lint 1988)

- De Ridder-Commandeur of "Panglima Gemilang Bintang Kenyalang". De Ridders-Commandeurs dragen het kleinood van de orde aan en breed lint over de rechterschouder op de linkerheup. Deze graad bestaat sinds de hervorming van de orde in 1988. Het uit dat jaar stammende lint is geel met een zwarte en twee rode strepen. De drager mag de letters "PGBK" achter zijn of haar naam plaatsen.

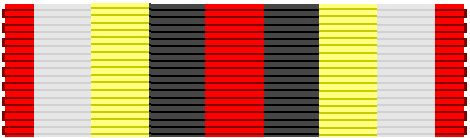
Ridder-Commandeur (Lint 1988)

- De Commandeur of "Johan Bintang Kenyalang". De Commandeurs dragen het kleinood van de orde aan en lint om de hals.De graad bestaat sinds de hervorming van de orde in 1988. Het uit dat jaar stammende lint is rood-wit-geel-zwart-rood-zwart-geel-wit-rood gestreept. De drager mag de letters "JBK" achter zijn of haar naam plaatsen.

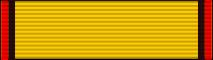
Officier (Lint 1988)

- De Officier of "Pegawai Bintang Kenyalang". De Commandeurs dragen het kleinood van de orde aan een lint op de linkerborst. De graad bestaat sinds de hervorming van de orde in 1988. Het uit dat jaar stammende lint is geel met rood-zwarte biezen. De drager mag de letters "PBK" achter zijn of haar naam plaatsen.

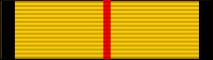
Lid (Lint 1988)

- Een Lid "Ahli Bintang Kenyalang". De Commandeurs dragen het kleinood van de orde aan een lint op de linkerborst.De graad bestaat sinds de hervorming van de orde in 1988. Het uit dat jaar stammende lint is geel met zwarte biezen en een rode middenstreep. De drager mag de letters "ABK" achter zijn of haar naam plaatsen.

- Zie ook: De Lijst van Ridderorden in Sarawak